# Norfolk
Norfolk (pronunție AFI,  /'nɔ: * fək/ ) este un comitat situat în regiunea de est a Angliei. Se învecinează cu granițele cu comitatele Lincolnshire, Cambridgeshire și Suffolk. Capitala regiunii este orașul Norwich.

## Personalități
Printre personalitățile născute aici, se pot enumera:
- Horatio Nelson (1758 - 1805), amiral, învingător al flotei franco-spaniole la Trafalgar;
- Olav al V-lea al Norvegiei (1903 - 1991), rege al Norvegiei;
- Charles Boycott (1832 - 1897), proprietar irlandez; de la numele său provine cuvântul boicot;
- Martin Brundle (n. 1959), pilot de Formula 1;
- Rupert Everett (n. 1959), actor;
- Roger Taylor (n. 1949), baterist de muzică rock;
- John Lindley (1799 - 1865), botanist, specialist în orhidee;
- Kieron Williamson (n. 1995), pictor.

## Orașe
- Attleborough
- Aylsham
- Beeston Regis
- Cromer
- Diss
- Downham Market
- East Dereham
- Fakenham
- Great Yarmouth
- Hunstanton
- King's Lynn
- North Walsham
- Sheringham
- Swaffham
- Thetford
- Watton
- Wells-next-the-Sea
- Wymondham